# Kaštel
Kaštel (wł. Castelvenere) – wieś w Chorwacji, w żupanii istryjskiej, w mieście Buje. W 2011 roku liczyła 643 mieszkańców.